# Schule Straße des Friedens

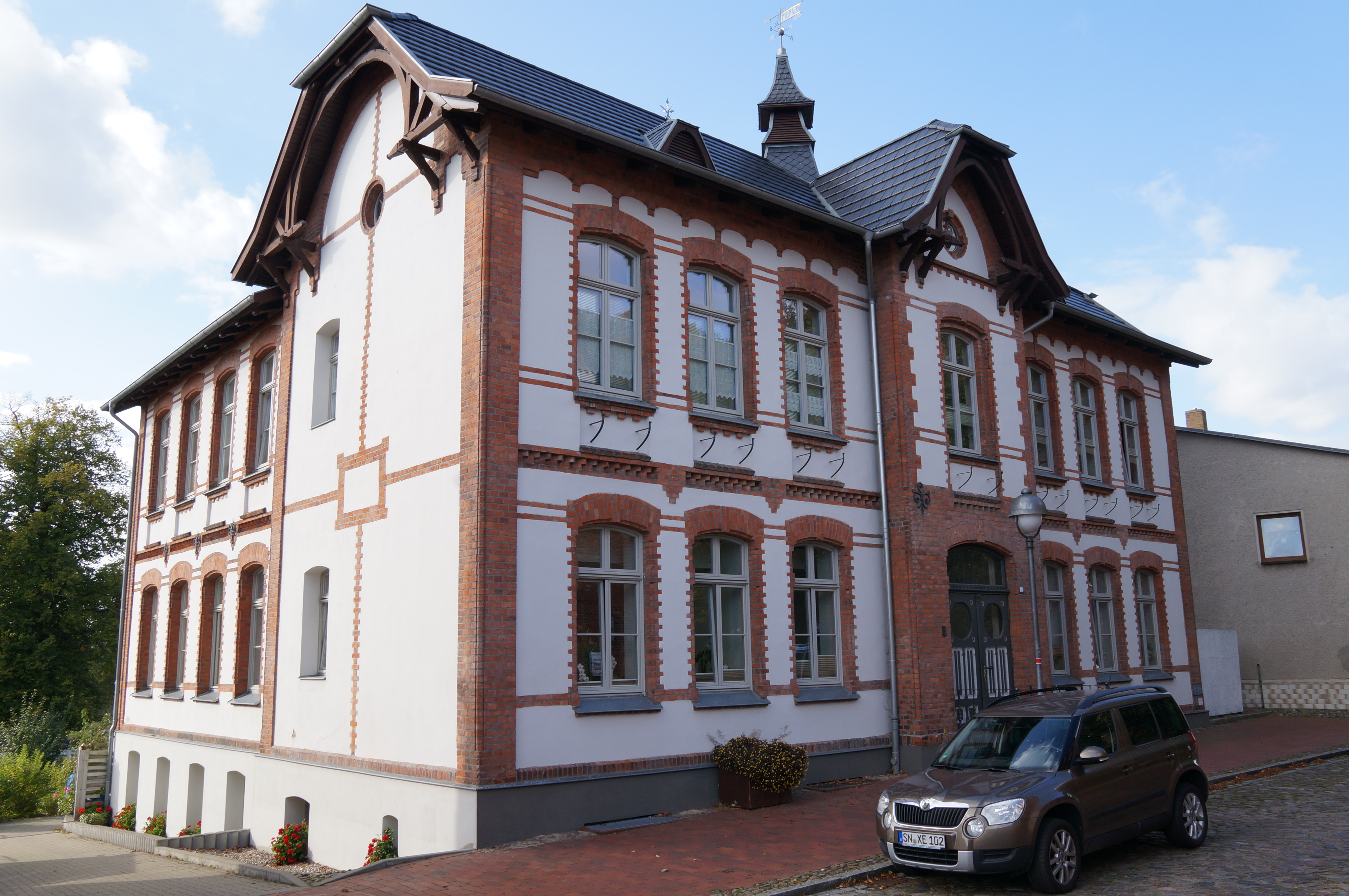

Die ehemalige Schule Straße des Friedens in Laage, Straße des Friedens 13, stammt aus dem späten 19. Jahrhundert und ist heute eine Seniorenresidenz.
Das Gebäude steht unter Denkmalschutz.

## Geschichte
Das 1216 erstmals erwähnte Dorf Laage im Landkreis Rostock in Mecklenburg-Vorpommern hat 6469 Einwohner (2019).
In Laage gab es in der DDR-Zeit bis 1989 drei Polytechnische Oberschulen:
- Louis-Fürnberg-Oberschule, Am Sportplatz
- Clara-Zetkin-Oberschule, Straße des Friedens 13 und
- Friedrich-Engels-Oberschule, Schulstraße 12.

Die Clara-Zetkin-Oberschule wurde zum Gymnasium. Das Gebäude entsprach aber nicht den technischen Anforderungen eines Gymnasiums. Durch Schultausch wurde das Schulgebäude an der Straße des Friedens ab 1995 von der Realschule genutzt. 2001 zog die Realschule in den Neubau Schulstraße 13 um.
Das zweigeschossige verputzte historisierende Haus mit mittigem Giebelrisalit und dem Dachreiter mit einer Laterne wurde am Ende des 19. Jahrhunderts in L-Form im Schweizerstil gebaut. Markant sind die Betonungen der Ecken, der Fensterlaibungen und des Portals mit Backsteinen sowie die differenzierten Dachformen (Satteldach, Krüppelwalm). Es wurde im Rahmen der Städtebauförderung um 2008 saniert und zu einem altersgerechten Wohnhaus umgebaut. Unter anderem durch den Einbau eines Aufzuges wurde die Barrierefreiheit erreicht. Ein Gedenkstein erinnert an Clara Zetkin als Namensgeberin der früheren Schule.
Für die Sanierung des ehemaligen Schulhauses in der Straße des Friedens 13 erhielten Sabine und Andreas Pieper den Bauherrenpreis 2010 der Stadt Laage.